# Croisy
Croisy település Franciaországban, Cher megyében. Lakosainak száma 144 fő (2022. január 1.). Croisy Flavigny, Germigny-l’Exempt, Ignol és Ourouer-les-Bourdelins községekkel határos.

## Népesség
A település népességének változása:
| Lakosok száma | 206  | 149  | 107  | 137  | 155  | 158  | 163  | 152  | 146  | 144  |
|               | 1968 | 1982 | 1990 | 2006 | 2013 | 2015 | 2017 | 2019 | 2020 | 2022 |